# Mont Spurr
El Mont Spurr (en anglès Mount Spurr) és un estratovolcà que es troba a les Muntanyes Tordrillo, Alaska. Deu el seu nom al geòleg i explorador del Servei Geològic dels Estats Units Josiah Edward Spurr, que encapçalà una expedició a la zona el 1898.
El 1992 va patir una important erupció.